# Снеддон, Джон
Джон Сне́ддон (англ. John Sneddon; 1867 — дата смерти неизвестна) — шотландский футболист, нападающий.

## Футбольная карьера
Выступал за шотландский клуб «Харт оф Мидлотиан». С 1887 по 1888 год сыграл за команду 5 матчей и забил 2 мяча в Кубке Шотландии. В сезоне 1890/91 провёл 1 матч за английский клуб «Аккрингтон» в Футбольной лиге Англии.
В 1891 году стал игроком клуба «Ньютон Хит», выступавшего в Футбольном альянсе. Провёл за команду 21 матч и забил 6 голов в Футбольном альянсе, 3 матча и 1 гол в Кубке Англии, 1 матч и 1 гол в Большом кубке Ланкашира, 2 матча и 1 гол в Большом кубке Манчестера, а также 18 товарищеских матчей. Стал автором первого в истории гола в манчестерском дерби, которое прошло 3 октября 1891 года в рамках первого квалификационного раунда Кубка Англии.

## Статистика выступлений
| Клуб              | Сезон            | Дивизион               | Лига | Лига | Кубок | Кубок | Итого | Итого |
| Клуб              | Сезон            | Дивизион               | Игры | Голы | Игры  | Голы  | Игры  | Голы  |
| ----------------- | ---------------- | ---------------------- | ---- | ---- | ----- | ----- | ----- | ----- |
| Харт оф Мидлотиан | 1888/89          | нет                    | 0    | 0    | 5     | 2     | 5     | 2     |
| Харт оф Мидлотиан | Итого            | Итого                  | 0    | 0    | 5     | 2     | 5     | 2     |
| Аккрингтон        | 1890/91          | Футбольная лига Англии | 1    | 0    | 0     | 0     | 1     | 0     |
| Аккрингтон        | Итого            | Итого                  | 1    | 0    | 0     | 0     | 1     | 0     |
| Ньютон Хит        | 1891/92          | Футбольный альянс      | 21   | 6    | 3     | 1     | 24    | 7     |
| Ньютон Хит        | Итого            | Итого                  | 21   | 6    | 3     | 1     | 24    | 7     |
| Всего за карьеру  | Всего за карьеру | Всего за карьеру       | 22   | 6    | 8     | 3     | 30    | 9     |